# 경 (시호)
경은 시호 중의 하나다. 한자 표기가 다른 景, 敬, 頃 세 가지가 있다. 景은 《일주서》 〈시법해〉에서 유의이제(由義而濟), 포의행강(布義行剛), 기의대려(耆意大慮)를 일컫는다고 하고, 頃은 민이경순(敏以敬順), 지근추구(祗勤追懼), 자인화민(慈仁和民)을 일컫는다고 하고, 敬은 숙야경계(夙夜警戒), 숙야공사(夙夜恭事), 선합법전(善合法典)을 일컫는다고 한다.

## 경황제(景皇帝)
- 경제는 중국 전한 제6대 황제이다.
- 경제는 중국 삼국시대 오나라 제3대 황제이다.
- 경제는 중국 서진 왕조의 창업자인 사마염의 백부인 위나라의 장군 사마사이다.
- 경제는 중국 5호 16국 시대의 오나라의 제2대 황제이다.
- 경제는 중국 서요의 제2대 황제이다.
- 경제는 중국 남송의 제6대 황제이다.

## 경황제(敬皇帝)
- 경제는 중국 남북조 시대의 양나라 제6대 황제이다.
- 경제는 중국 당나라의 추존 황제이다.
- 경제는 중국 요나라의 제4대 황제이다.

## 경왕(景王)
- 주 경왕
- 전한 조 경왕 장이
- 전한 성양 경왕 유장

## 경왕(頃王)
- 주 경왕
- 전한 성양경왕 유연
- 전한 치천경왕 유유
- 전한 진정경왕 유평
- 전한 청하경왕 유탕
- 전한 조경왕 유창
- 전한 장사경왕 유부구
- 전한 양경왕(양정왕) 유무상
- 전한 중산경왕 유보
- 전한 평간경왕 유언
- 전한 광양경왕 유건
- 전한 노경왕 유봉
- 전한 교동경왕 유음
- 전한 고밀경왕 유장
- 전한 육안경왕 유광
- 전한 하간경왕 유수

## 경왕(敬王)
- 주 경왕
- 전한 연경왕 유택
- 전한 양경왕 유정국
- 전한 성양경왕 유의
- 쇼케이 왕 (상경왕)

## 경공(景公)
- 노 경공
- 제 경공
- 진 경공

## 경공(頃公)
- 노 경공
- 제 경공

## 경후(景侯)
- 채 경후(채 경공)
- 전한 양릉경후 부관
- 전한 장무경후 두광국

## 경후(頃侯)
- 연 경후
- 위 경후
- 전한 대경후 유희

## 경후(敬侯)
- 성경후(成敬侯) 비의
- 만세경후(萬歲敬侯) 순욱
- 능수경후(陵樹敬侯) 순유
- 조 경후